# Giro del Lazio 1997
Il Giro del Lazio 1997, sessantatreesima edizione della corsa, si svolse il 20 settembre 1997 su un percorso di 200 km. La vittoria fu appannaggio dell'italiano Alessandro Baronti, che completò il percorso in 5h00'32", precedendo i connazionali Luca Scinto e Francesco Casagrande.
Sul traguardo di Roma 36 ciclisti, su 123 partenti dai Bagni di Tivoli, portarono a termine la competizione.

## Ordine d'arrivo (Top 10)
| Pos. | Corridore            | Squadra                      | Tempo    |
| ---- | -------------------- | ---------------------------- | -------- |
| 1    | Alessandro Baronti   | Asics                        | 5h00'32" |
| 2    | Luca Scinto          | MG Boys Maglificio-Technogym | s.t.     |
| 3    | Francesco Casagrande | Saeco-Estro                  | s.t.     |
| 4    | Roberto Caruso       | Ros Mary-Amica Chips         | a 9"     |
| 5    | Andrea Tafi          | Mapei-GB                     | s.t.     |
| 6    | Beat Zberg           | Mercatone Uno-Wega           | s.t.     |
| 7    | Luca Mazzanti        | Refin-Mobilvetta             | s.t.     |
| 8    | Marco Fincato        | Roslotto-ZG Mobili           | s.t.     |
| 9    | Mirko Celestino      | Team Polti                   | s.t.     |
| 10   | Dmitrij Konyšev      | Roslotto-ZG Mobili           | a 20"    |